# Выборы в Европейский парламент в Германии (2014)
Выборы в Европейский парламент в Германии прошли 25 мая 2014 года. На выборах будет избрана германская делегация, состоящая из 96 депутатов. Это самая многочисленная национальная делегация Европарламента.
По сравнению с предыдущими выборами в 2009 году количество мест Европарламента для Германии было снижено с 99 до 96.

## Избирательный барьер
На предыдущих европейских выборах в Германии был установлен 5%-й избирательный барьер для партий. Однако, в ноябре 2011 года Верховный суд Германии постановил, что такой высокий барьер является неконституционным, так как дискриминирует малые партии. Хотя суд не указал приемлемый барьер, немецкие законодатели снизили барьер для политических партий до 3 %. Однако 26 февраля 2014 года Конституционный суд признал и этот избирательный барьер неконституционным.
|                             | человек    | %     |
| --------------------------- | ---------- | ----- |
| Всего избирателей           | 62.004.092 | 100   |
| Явка                        | 29.340.700 | 48,12 |
| Недействительных бюллетеней | 496.216    | 1,66  |
| Действительных бюллетеней   | 29.340.700 | 98,34 |

| Партия                           | Фракция Европарламента |           |       | Мест |
| Партия                           | Фракция Европарламента | голосов   | %     | Мест |
| -------------------------------- | ---------------------- | --------- | ----- | ---- |
| ХДС                              | ЕНП                    | 8.807.500 | 30,02 | 29   |
| СДПГ                             | ПЕС                    | 7.999.955 | 27,27 | 27   |
| Зеленые                          | Зеленые                | 3.138.201 | 10,7  | 11   |
| Левые                            | Левые                  | 2.167.741 | 7,39  | 7    |
| Альтернатива для Германии        |                        | 2.065.162 | 7,04  | 7    |
| ХСС                              | ЕНП                    | 1.567.258 | 5,34  | 5    |
| Свободная демократическая партия | АЛДЕ                   | 986.253   | 3,36  | 3    |
| Свободные избиратели             |                        | 428.524   | 1,46  | 1    |
| Пираты                           |                        | 424.510   | 1,45  | 1    |
| Партия защиты животных           |                        | 366.303   | 1,25  | 1    |
| НДПГ                             | -                      | 300.815   | 1,03  | 1    |
| Партия семьи                     |                        | 202.871   | 0,69  | 1    |
| Экологодемократическая партия    |                        | 185.119   | 0,64  | 1    |
| ПАРТИЯ                           | -                      | 184.525   | 0,6   | 1    |
| Другие партии                    |                        | 516.063   | 1,76  | 0    |